# 頼声川
頼声川（スタン・ライ、LAI Shengchuan、英語名：Stan LAI、1954年10月25日～）は台湾の劇作家、演出家、映画監督、テレビディレクター、演劇学者。

## 経歴
外交官の父の関係でアメリカ・ワシントン生まれ。少年期に台湾に戻る。輔仁大学卒業。後、カリフォルニア大学バークレー校で演劇学の博士号を取る。1982年国立芸術学院（現、国立台北芸術大学）創立により教員として招聘され戯劇系・戯劇学院に2012年頃まで教員として勤務。
1984年表演工作坊（Performance Workshop）を組織。俳優に稽古で即興演技をさせ、それをもとに内容を膨らませていく集団即興創作の方法で数多くの舞台劇を創作。しかし稽古の指揮と即興の整理・文章化は頼声川が行うので、表演工作坊の作品は一般に頼声川の作品とみなされている。完成し公表された台本は、集団創作とは思えないほどの緊密な構成をもった劇文学となっている。
演劇作品に、『あの夜、私たちは漫才をやった』（那一夜、我們説相声　1984年）、『暗恋桃花源』（1986年）、『赤い空』（紅色的天空　1994年）、『夢のような夢』（如夢之夢　2000年）など30あまりがある。映画作品に『暗恋桃花源』（1992年、東京国際映画祭東京シルバー賞受賞、劇作のほぼ忠実な映画化）など2つ、そのほか多数のテレビドラマがある。
台湾で最も著名な演出家。登場人物が自己のルーツ探しをする時、1949年以前の中国大陸となることに特徴がある（台湾の演劇、文学は一般にルーツ探しは過去の台湾［日本占領下の台湾が多い］となる）。そのため、21世紀の今日では中国大陸でも歓迎され、頼声川の作品はしばしば中国大陸でも上演される。